# فلوپردنیدن
فلوپردنیدن (انگلیسی: Fluprednidene) یک کورتیکواستروئید گلوکوکورتیکوئیدی مصنوعی است که هرگز به بازار عرضه نشد و در مقابل، یک استات استات فلوپردنیدن، فلوپردنیدن استات، به بازار عرضه شده است.